# Olszyny (powiat bocheński)
Olszyny – osada leśna (gajówka) w Polsce położona w województwie małopolskim, w powiecie bocheńskim, w gminie Drwinia.
W latach 1975–1998 miejscowość położona była w województwie krakowskim.